# نونزیو دی روبرتو
نونزیو دی روبرتو (انگلیسی: Nunzio Di Roberto؛ زادهٔ ۲۱ سپتامبر ۱۹۸۵) بازیکن فوتبال اهل ایتالیا است.
از باشگاه‌هایی که در آن بازی کرده‌است می‌توان به باشگاه فوتبال پرو ورچلی، باشگاه فوتبال فوجا، باشگاه فوتبال فروزینونه، باشگاه فوتبال چیتادلا، باشگاه فوتبال کروتونه، باشگاه فوتبال چزنا، باشگاه فوتبال ناپولی، و باشگاه فوتبال وارزه اشاره کرد.